# Johann Reiss
Johann Reiss (ur. 1885, zm. ?) – zbrodniarz nazistowski, członek załogi niemieckiego obozu koncentracyjnego Dachau i SS-Oberscharführer.
Z zawodu farmer. Członek Waffen-SS. Od marca 1940 do kwietnia 1945 pełnił służbę w podobozie KL Dachau – Münich-Freimann. Sprawował stanowiska kierownika komanda więźniarskiego i Blockführera. W procesie członków załogi Dachau (US vs. Franz Kohn i inni), który miał miejsce w dniach 14–22 lipca 1947 przed amerykańskim Trybunałem Wojskowym w Dachau skazany został na 5 lat pozbawienia wolności za znęcanie się nad więźniami (między innymi szczuł ich psem i składał na nich karne raporty).